# 中央门街道
中央门街道是中华人民共和国江苏省南京市鼓楼区下辖的一个街道办事处，以街道附近的中央门为名，1955年设立。面积3.37平方公里，常住人口145274人（2014年），户籍人口105073人（2014年），GDP达78.6亿元（2015年）。

## 历史
1955年6月设中央门街道办事处，因中央门得名。1960年5月与三牌楼街道合并为鼓楼人民公社三牌楼分社，1962年8月恢复原建制。1967年3月改为大庆路街道办事处，1968年3月改为大庆路街道革命委员会，1978年11月改为大庆路街道办事处，1982年8月改为中央门街道办事处。

## 地理
中央门街道位于鼓楼区东北部，东至中央路，毗邻玄武区；南以虹桥、童家巷为界，毗邻湖南路街道；西以中山北路、福建路、钟阜路为界，毗邻挹江门街道；北以护城河为界，毗邻建宁路街道。面积3.37平方公里。

## 行政区划
中央门街道下辖12个社区居委会：观音里社区、青石村社区、天正和鸣社区、工人新村社区、紫竹林社区、汇林绿洲社区、将军庙社区、劝业路社区、模范马路社区、三牌楼社区、新门口社区和颂德里社区。 

## 经济
中央门街道的经济产业主要为第三产业。2015年，中央门街道地区生产总值78.6亿元，增幅10%，其中服务业增加值62.5亿元，占79.5%；人均可支配收入39296元。

## 人口
截至2014年底，中央门街道有常住人口145274人，户籍人口105073人。人口老龄化较严重，高龄老人与百岁老人较多，截至2014年底，60岁以上老人有23880人，100岁以上老人有10人。

## 交通
1909年，清政府因举办南洋劝业会在街道境内兴建模范马路，道宽可并排行驶汽车，是当时南京最宽阔、最现代化的一条马路；1928年为迎接孙中山灵枢而修筑的中山大道经过境内。现有中央路、三牌楼大街、新模范马路、黑龙江路等主要道路。公共交通便利，南京地铁1号线新模范马路站位于街道境内。

## 教育
中央门街道有中国药科大学（玄武门校区）、东南大学（丁家桥校区）、南京工业大学（丁家桥校区）和南京邮电大学（三牌楼校区）等四所高校，街道与高校间保持了紧密的合作。另有南京市第五十中学、三牌楼小学等17所中小学和幼儿园。